# Kwang-Chou-Wang
Kwang-Chou-Wan was een pachtgebied van Frankrijk aan de zuidkust van China in een baai aan de oostzijde van het Leizhouschiereiland, noordelijk van Hainan. Het gebied is tegenwoordig een onderdeel van de provincie Guangdong in de Volksrepubliek China. Kwang-Chou-Wan werd op 27 mei 1898 ingenomen door de Fransen om tegenwicht te bieden aan de groeiende macht van Hongkong en Macau.
Kwang-Chou-Wan bestond uit een gebied van 780 km² dat de monding van de rivier Mas-Tse omringde, inclusief de stad Fort-Bayard (tegenwoordig Zhanjiang), welke fungeerde als de hoofdstad van het gebied, en een aantal eilanden uit de kust.
Volgend op de inname kwamen Frankrijk en China in januari 1900 overeen dat Frankrijk het eiland nog voor 99 jaar zou huren, waarbij Kwang-Chou-Wan onder de supervisie van de gouverneur-generaal van Frans-Indochina geplaatst werd. Industrieën waren zeescheepvaart en kolendelving.
Na de val van Parijs in 1940 erkende de Republiek China de naar Londen uitgeweken Vrije Fransen als het bestuur van Kwang-Chou-Wan en stelde diplomatieke relaties met hen in. Het Japanse Keizerlijk Leger bezette het gebied in samenwerking met Vichy-Frankrijk in 1943 tot aan hun overgave in augustus 1945, toen het Frankrijk van De Gaulle de baai teruggaf aan China. Het stadsbestuur van Zhanjiang werd ingesteld in 1946.